# Microcebus tavaratra
Il microcebo rosso settentrionale (Microcebus tavaratra(Rasoloarison et al., 2000)) è un lemure della famiglia Cheirogaleidae, endemico del Madagascar.

## Descrizione
Il pelo è folto è lungo e dorsalmente possiede dalle due alle tre tonalità cromatiche: grigio scuro, color creta oppure giallo ocra, mentre la zona ventrale è beige oppure biancastra, così come la banda fra gli occhi, che sono cerchiati da peli violacei e neri.
Attorno alla testa ed alle orecchie è presente una corona di peli bordati di rosso scuro.
Sul dorso è presente una striatura in corrispondenza della spina dorsale che può essere grigiastra o brunastra.
La specie ha delle appariscenti vibrisse scure.

## Distribuzione
È presente nel Madagascar nord-occidentale, dove lo si trova unicamente nelle foreste decidue della zona della riserva speciale dell'Ankarana.